# Medwedew-Sponheuer-Kárník-Skala
Mit der MSK-Skala (Medwedew-Sponheuer-Karnik-Skala) wird die Intensität eines Erdbebens in zwölf Stärkegraden angegeben. Sie wurde 1964 von Sergei Wassiljewitsch Medwedew, Wilhelm Sponheuer und Vít Kárník auf der Basis der Modifizierten Mercalliskala und der Medwedew-Skala (später GEOFIAN-Skala) entwickelt.
Im Gegensatz zu Magnitudenskalen, wie etwa die bekannte Richterskala, beschreibt eine Intensitätsskala diejenigen Auswirkungen eines Erdbebens auf Landschaft, Straßen oder Gebäude, die ohne Instrumente wahrgenommen werden können (Makroseismik). Je nach örtlichen Gegebenheiten kann ein einzelnes Beben, das nach einer solchen Skala eingestuft wurde, an verschiedenen Orten unterschiedliche Stärken besitzen. Beispiele anderer Intensitätsskalen sind etwa die JMA-Skala, die Europäische Makroseismische Skala (EMS-Skala) oder die Rossi-Forel-Skala.
| Stärkegrad | Beobachtung                                                                       |
| I          | nur von Erdbebenmessgeräten (Seismographen) registriert                           |
| II         | nur vereinzelt von ruhenden Personen gespürt                                      |
| III        | nur von wenigen Personen gespürt                                                  |
| IV         | von vielen Personen gespürt; Geschirr und Fenster klirren                         |
| V          | viele Schlafende erwachen; hängende Gegenstände pendeln                           |
| VI         | leichte Verputzschäden an Gebäuden                                                |
| VII        | Risse im Verputz, in Wänden und an Schornsteinen                                  |
| VIII       | große Risse im Mauerwerk, Giebelteile und Dachsimse stürzen ein                   |
| IX         | an einigen Gebäuden stürzen Wände und Dächer ein; es werden Erdrutsche beobachtet |
| X          | Einsturz vieler Gebäude; Spalten im Boden                                         |
| XI         | zahlreiche Spalten im Boden; Erdrutsche in den Bergen                             |
| XII        | starke Veränderungen an der Erdoberfläche                                         |